# Уреус
Уреус је староегипатски симбол богиње Доњег Египта, Вадет, у облику усправљене кобре, једна од инсигнија фараона, поред круне, вас железа, равне, лажне браде, шендита, хеке и флагелума. 
Представља га кобра која се обично приказивала као обмотана око сунчевог диска. 
Пошто се повезује са богињом Вадет, веровало се да кобра може бити само женског рода и да се размножава партеногенезом. По неким веровањима први уреус је направила богиња Изида, од земаљске прашине и пљувачке бога Ра, а уреус јој је помогао обезбеди престо Озирису. 
| I12 | или | I13 | \| \| | R9 | R9 | R9 |
|     |     |     |       |    |    |    |

|  |

| I12 | или | I13 | \| \| | R9 | R9 | R9 |
|     |     |     |       |    |    |    |

|  |